# Hwang Tong-gyu
Hwang Tong-gyu (* 9. April 1938 im Bezirk Sukch'ŏn, P’yŏngan-namdo) ist ein südkoreanischer Lyriker.

## Leben
Hwang Tong-gyu wurde als ältester Sohn von vier Kindern des Schriftstellers Hwang Sun-won geboren. Er wuchs in der Nähe von Pjöngjang auf, bis die Familie 1946 nach Seoul zog. Er gehört zu jener Generation von Koreanern, die sowohl die japanische Kolonialherrschaft als auch den Koreakrieg miterlebten.
1956 veröffentlichte er in einer Schülerzeitung den Gedichtzyklus Fröhliche Briefe, der in Korea noch bekannt ist. 1957 begann er ein Studium an der Seoul National University. Ein Jahr später, im Alter von 20 Jahren, debütierte er in der bekannten Literaturzeitschrift "Zeitgenössische Literatur" (Hyŏndae munhak). 1966 erhielt er die Möglichkeit, an der Universität Edinburgh zu studieren, und wurde anschließend Hochschullehrer an der Seoul National University.
Zu Hwang Tong-gyus bekanntesten Gedichtzyklen zählt Windbestattung.
In seiner frühen Lyrik stellt er durch die Verwendung von melancholischen Landschaften ein gewisses Gefühl von Sehnsucht und Erwartung dar, wie z. B. in Oktober (Si-wol) und Fröhliche Briefe (Chŭlgŏun p'yŏnji). Er bemühte sich seine aufgewühlten Gefühle zu überwinden, indem er sein Schicksal akzeptierte. Sein Werk Elegie (Piga) ist aus der Perspektive eines Wanderers oder eines Ausgestoßenen geschrieben, um den Konflikt zwischen dem 'Ego' und der 'Realität' darzustellen. Dieses Werk bezeichnet den ersten Streifzug des Autors weg von der Abstraktion hin zur literarischen Erkundung der konkreten Realität. Indem er seine frühere Distanzierung zur Realität aufgab, nahm er als Subjekt das Leiden von Menschen, die ein tragisches Leben führen, auf. Seine Werke Friedenslied (Taepyŏngga), Schnee in Samnam (Samnam-e naeri-nŭn nun) und Yŏrha ilgi veranschaulichen die Verwendung von Ironie in der Erzählerstimme des Poeten.

## Arbeiten

### Koreanisch
- 어떤 개인 날 Ein klarer Tag. Seoul: Chungang munhwasa 1961
- 비가 Elegie. Seoul: Ch'angusa 1965
- 태평가 Friedenslied (Wohltemperiert 1: Gedichtband von drei Dichtern: Hwang Tong-gyu, Ma Jong-gi und Kim Yong-tae). Seoul: Verlag Hyŏndae munhak 1968
- 열하일기 China-Tagebuch (Wohltemperiert 2). Seoul: Verlag Hyŏndae munhak 1972
- 삼남에 내리는 눈 Schnee in Samnam. Seoul: Minŭmsa 1975
- 나는 바퀴를 보면 굴리고 싶어진다 Im Anblick eines Rades möchte ich es rollen. Seoul: Munhak-kwa chisŏngsa 1978
- 열하일기 China-Tagebuch. Seoul: Chisik sanŏpsa 1982
- 풍장 Windbestattung. Seoul: Nanam 1984
- 악어를 조심하라고 Soll ich vor den Krokodilen aufpassen? Seoul: Munhak-kwa chisŏngsa 1986
- 견딜 수 없이 가벼운 존재들 Die unerträglich leichten Wesen. Seoul: Munhak-kwa pip'yŏngsa 1988
- 몰운대행 Reise nach Molundae. Seoul: Munhak-kwa chisŏngsa 1991
- 풍장 Windbestattung. Seoul: Munhak-kwa chisŏngsa 1995
- 외계인 Außerirdische. Seoul: Munhak-kwa chisŏngsa 1996

### Übersetzungen

#### Deutsch
- Windbestattung. Thunum/Ostfriesland: Edition Peperkorn 1996 ISBN 978-3-929181-09-8
- Der Glockenschlag von Bad Honnef / Berlin-Wannsee / Der Rhein/Ankerplatz / Friedenslied / Schnee unter dem Kriegsrecht, in: die horen, Zeitschrift für Literatur, Kunst und Kritik, 41. Jg., 4/96

#### Englisch
- Strong Winds at Mishi Pass. Buffalo, N. Y. : White Pine Press 2001
- Wind Burial. Laurinburg, N. C.: St. Andrews Press 1990

#### Französisch
- Les racines d’amour. Belfort: Circé 2000

#### Spanisch
- Posada de Nubes y otros poemas. Lima: Pontificia Universidad Católica del Perú 1998

## Auszeichnungen
- 2016 – Ho-Am-Preis für Kunst
- 2011 – Ku Sang Literaturpreis
- 2006 – Manhae Preis
- 2003 – Hongjo kŭnjŏng Orden
- 2002 – Midang Literaturpreis
- 1995 – Taesan Literaturpreis
- 1991 – Isan Literaturpreis des Munhak-kwa chisŏngsa Verlags
- 1991 – Kim Chong-sam Literpreis
- 1988 – Yŏnam Literaturpreis
- 1980 – Koreanischer Literaturpreis
- 1968 – Preis für zeitgenössische Literatur